# Giant Forest
Pour les articles homonymes, voir Giant.
La Giant Forest est une forêt de séquoias géants dans le comté de Tulare, en Californie. Elle est protégée au sein du parc national de Sequoia, dans la sierra Nevada.
Outre des arbres remarquables tels que le General Sherman et le Président, on trouve dans la Giant Forest plusieurs bâtiments construits dans le style rustique du National Park Service : le Giant Forest Museum, la Giant Forest Ranger Residence et la Giant Forest Village Comfort Station.
Avec le Beetle Rock Center, ce sont les quatre propriétés contributrices constituant le district historique de Giant Forest Village-Camp Kaweah, un district historique inscrit au Registre national des lieux historiques depuis le 22 mai 1978. Ce dernier était autrefois plus étendu et comprenait des cabanes en bois retirées par le National Park Service en 1999 pour restaurer la naturalité des lieux. Un autre district centré sur un lodge, le district historique de Giant Forest Lodge, a quant à lui été complètement détruit pour les mêmes raisons.
Le Congress Trail est un sentier de randonnée classé permettant de parcourir la Giant Forest au pied de ses séquoias géants.